# Chavannes-le-Chêne
Chavannes-le-Chêne är en ort och kommun i distriktet Jura-Nord vaudois i kantonen Vaud, Schweiz. Kommunen har 318 invånare (2023).